# Додарходжаев, Курбан Атоходжаевич
Курбан Атоходжаевич Додарходжаев (род. 1976) — актёр, каскадёр, продюсер, постановщик трюков.

## Биография
Курбан родился в Куйбышеве в семье цирковой династии, во время гастролей цирка, его отец знаменитый советский ковёрный-клоун Атоходжа Додарходжаев. С ранних лет Курбан стал выходить с отцом на манеж и участвовать в репризах в качестве маленького клоуна. Все детство он провел в гастролях с отцом, работавшим тогда в системе «СоюзГосЦирка».
с 1992 года при Алматинском государственном цирке начал профессионально заниматься акробатикой и джигитовкой, в конно-акробатическом номере Азамат, под руководством Батыра Кунгужинова. В 1993 году стал серебряным призёром (Серебряный лев) международного акробатического фестиваля в Китае, в составе группы Азамат. после этого в составе группы Азамат уехал в большое Европейское турне с Итальянским цирком (Моира Орфей Цирк).
В 1998 году Курбан получил приглашение выступать в составе конно-акробатической группы под руководством Шукура Алиева в Большом московском цирке на проспекте Вернадского. Курбан принял приглашение, и уже в 1999 году группа стала призёром международного фестиваля цирковых искусств в Монте-Карло, где была удостоена специального приза Монако принца Ренье III. Для Курбана это был большой успех, его стали приглашать в конные шоу в Европе, в том числе на большое конное предприятие Эквитано (Дюссельдорф, Германия).
В 2001 году в Алмате основал международную цирковую студию Mask, при патронаже ассамблее народов Казахстана.
в 2003 году бы приглашен в большой кино-проект Кочевник режиссёра Ивана Пассера, в качестве актёра, каскадера, и дублёра. Так началась для него кино-карьера.
В 2007 году был участником кинопроекта" Монгол". Фильм Сергея Бодрова старшего, номинант на американскую киноакадемию "Оскар", как лучший иностранный фильм - 2007г
с 2007 годпостоянно сотрудничает с современным театром АРТиШОК в Алма-Ате, был приглашён поставить трюки в спектакле «Клоуны». Спектакль «Клоуны» является участником международного театрального фестиваля Золотая маска с 2009 года. Так же принимал участие в качестве актёра в спектаклях:
- Концерт № 1
- Ангел с усами
- Жизнь на площади Рузвельта.

Является постановщиком и участником больших конных мероприятий в таких странах как Франция (Santile), Казахстан (Prince germes) и Россия.
Также выступил в качестве продюсера в двух короткометражных картинах. Являлся членом совета культуры по развитию цирка в Алматы. 
В 2018 году был участником кинопроекта "Томирис". Фильм победитель международной академии каскадеров "Taurus" США, группа каскадеров Nomad Stunts - 2020г. 
Основал свою компанию по созданию видеорекламы Plan A Alternative.

## Работа в кино
- Кочевник (актёр, каскадер, дублёр)
- Волкодав (актёр, каскадер, дублёр, ассистент постановщика трюков)
- Дневной дозор (актёр, каскадер, дублёр)
- Монгол (актёр, каскадер, ассистент постановщика трюков, дублёр)
- Кенже (актёр)
- Галстук (актёр, продюсер)
- Дыхание (актёр, продюсер)